# Bob Wren
Robert „Bob“ Wren (* 16. September 1974 in Preston, Ontario) ist ein ehemaliger kanadischer Eishockeyspieler und -trainer, der im Verlauf seiner aktiven Karriere zwischen 1991 und 2022 unter anderem 261 Spiele für die Augsburger Panther, Iserlohn Roosters, den ERC Ingolstadt in der Deutschen Eishockey Liga (DEL) auf der Position des Centers bestritten hat. Darüber hinaus absolvierte Wren, der insgesamt 14 Spielzeiten in den fünf höchsten Spielklassen Deutschlands aktiv war, über 570 weitere Partien in der American Hockey League (AHL)

## Karriere
Wren startete seine Eishockeykarriere bei den Guelph Junior B’s und den Kingston Voyageurs in den unterklassigen kanadischen Juniorenligen und wechselte im Sommer 1991 in die höherklassige Juniorenliga Ontario Hockey League (OHL), wo er in drei Jahren 134 Tore und 211 Assists für die Detroit Compuware Ambassadors bzw. Junior Red Wings erreichte und zweimal ins OHL All-Star Team berufen wurde. Beim NHL Entry Draft 1993 wurde der Center in der dritten Runde an insgesamt 94. Position von den Los Angeles Kings aus der National Hockey League ausgewählt. Wren unterzeichnete allerdings einen Vertrag als Free Agent bei den Hartford Whalers, spielte aber für deren Farmteam, die Springfield Falcons, in der American Hockey League (AHL). Weitere Stationen waren die Mighty Ducks of Anaheim, bei denen er in der Saison 1997/98 seine ersten Spiele in der NHL absolvierte, sowie deren Kooperationspartner, die Cincinnati Mighty Ducks. Vor allem in der AHL waren die Leistungen des Kanadiers überdurchschnittlich und er wurde in drei Spielzeiten hintereinander Topscorer seines jeweiligen Teams, schaffte aber nie dauerhaft den Sprung in einen NHL-Kader.
Über die Toronto Maple Leafs, bei denen Wren sein einziges Playoff-Spiel bestritt, sowie den AHL-Stationen St. John’s Maple Leafs, Milwaukee Admirals und Binghamton Senators kam Wren zur Saison 2003/04 nach Europa zu den Augsburger Panthern in die Deutsche Eishockey Liga (DEL). Dort gehörte der Linksschütze mit 19 Toren und 34 Assists zu den besten Scorern der Liga. Nach einem Jahr wechselte der Kanadier nach Österreich zum Erstligisten Vienna Capitals, bei dem er in den folgenden drei Jahren mit 66 Toren und 150 Assists ebenfalls zu den erfolgreichsten Punktesammlern der gesamten Liga gehörte. Im Jahr 2005 wurde er mit dem Hauptstadtklub Österreichischer Meister. Nach Verhandlungen mit Manager Karsten Mende und Trainer Geoff Ward, der Wren bereits viele Jahre aus den Vorbereitungen auf die jeweiligen Spielzeiten in Europa an seiner Eishockeyschule kannte, wechselte der Angreifer zur Saison 2007/08 zu den Iserlohn Roosters und unterschrieb einen Zweijahresvertrag. In seiner ersten Saison bestritt Wren aufgrund einer Innenbanddehnung und eines Innenbandanrisses 40 Spiele in der Hauptrunde, gehörte aber dennoch zu den offensivstärksten Spielern seines Teams. Im folgenden Jahr blieb er verletzungsfrei und war an der Seite von Jimmy Roy und Ryan Ready wieder einer der besten Scorer des Teams. Zur Saison 2009/10 wurde Wren vom ERC Ingolstadt unter Vertrag genommen. Anfang April 2011 entschieden diese seinen zum Saisonende 2010/11 auslaufenden Kontrakt nicht zu verlängern. Im August 2011 wurde er von den Ravensburg Towerstars aus der 2. Bundesliga verpflichtet. Nach nur einem Jahr bei den Ravensburg Towerstars unterschrieb er beim Erstligisten Graz 99ers.
Im Juli 2013 wurde Wren für eine Saison von den Nottingham Panthers aus der britischen Elite Ice Hockey League (EIHL) verpflichtet. Zur Saison 2014/15 unterschrieb er beim Oberligisten Hannover Indians. Anfang Oktober 2014 gab Wren bekannt an Darmkrebs erkrankt zu sein. Daher konnte er für die Indians kein Spiel absolvieren. Nach seiner Genesung gab der TSV Trostberg aus der fünftklassigen Landesliga Bayern im Juni 2015 die Verpflichtung Wrens bekannt. Er fungierte zwei Jahre als Spielertrainer. Im Sommer 2017 wechselte der Kanadier zum Ligakonkurrenten EHC Klostersee, mit dem prompt der Aufstieg in die viertklassige Bayernliga. In Klostersee beendete der 47-Jährige nach vier Jahren dort im Sommer 2022 seine aktive Spielerlaufbahn.

## Erfolge und Auszeichnungen
| - 1993 OHL Second All-Star Team - 1994 OHL Second All-Star Team - 1998 Teilnahme am AHL All-Star Classic - 1999 Teilnahme am AHL All-Star Classic - 2000 Teilnahme am AHL All-Star Classic | - 2004 Teilnahme am DEL All-Star Game - 2005 Österreichischer Meister mit den Vienna Capitals - 2008 Teilnahme am DEL All-Star Game - 2014 EIHL-Challenge-Cup-Gewinn mit den Nottingham Panthers |

## Karrierestatistik
(Legende zur Spielerstatistik: Sp oder GP = absolvierte Spiele; T oder G = erzielte Tore; V oder A = erzielte Assists; Pkt oder Pts = erzielte Scorerpunkte; SM oder PIM = erhaltene Strafminuten; +/− = Plus/Minus-Bilanz; PP = erzielte Überzahltore; SH = erzielte Unterzahltore; GW = erzielte Siegtore; 1 Play-downs/Relegation; Kursiv: Statistik nicht vollständig)